# Pulanesaura
Pulanesaura eocollum
Genre
Espèce
Pulanesaura est un genre fossile de dinosaures sauropodes du Jurassique d'Afrique du Sud. L'holotype de l'unique espèce de ce genre, Pulanesaura eocollum a été mis au jour dans des siltstones de la formation d'Elliot supérieure, située dans le district de Senekal dans l'État-Libre et datées de la fin de Hettangien au Sinémurien (environ 200 millions d'années). La longueur de Pulanesaura eocollum est estimée à 8 mètres environ pour une masse de 5 tonnes,.

## Systématique
Le genre Pulanesaura et l'espèce Pulanesaura eocollum ont été décrits en 2015 par Blair W. McPhee (d), Matthew F. Bonnan (d), Adam Matthew Yates (d), Johann Neveling (d) et Jonah N. Choiniere (d).

## Étymologie
Le nom générique, Pulanesaura, dérive du terme « Pulane » en sotho du Sud qui signifie « faiseur de pluie » et du latin saura, « lézard », et fait référence aux conditions présentes au moment de l'excavation des pièces fossiles.

## Publication originale
- (en) Blair W. McPhee, Matthew F. Bonnan, Adam M. Yates, Johann Neveling et Jonah N. Choiniere, « A new basal sauropod from the pre-Toarcian Jurassic of South Africa: evidence of niche-partitioning at the sauropodomorph-sauropod boundary? », Scientific Reports, Macmillan Publishers et NPG, vol. 5, no 13224,‎ 19 août 2015, p. 1-12 (ISSN 2045-2322, OCLC 732869387, PMID 26288028, PMCID 4541066, DOI 10.1038/SREP13224, lire en ligne).